# Graphic Novel (revista)
Graphic Novel foi uma série de história em quadrinhos publicada pela editora Abril entre janeiro de 1988 e junho de 1992 com cada edição correspondendo a um romance gráfico (ou graphic novel) ou uma edição encadernada. As primeiras edições foram inspiradas na série Marvel Graphic Novel da Marvel Comics, mas tal qual a revista Aventura e Ficção (1986-1990), passou a publicar materiais de outras origens, publicando quadrinhos da DC Comics, europeus (franco-belga e espanhol) e alternativos, como O Edifício, de Will Eisner, entre outros.
As edições 2 (Demolidor - Amor e Guerra, escrita por Frank Miller e ilustrada por Bill Sienkiewicz) e 12 (Rocketeer por Dave Stevens) ganharam o Troféu HQ Mix de melhor graphic novel estrangeira, respectivamente em 1989 e 1990.
A publicação inspirou coleções similares: Graphic Álbum e Graphic Marvel, pela mesma Editora Abril, Graphic Globo, pela Editora Globo e Graphic Sampa, pela Nova Sampa.

## Lista de edições
| Nº | Título                                          | Autores                                                      | Publicação original                                                                                                 | Data de publicação |
| -- | ----------------------------------------------- | ------------------------------------------------------------ | --- | ------------------ |
| 1  | X-Men - O conflito de uma raça                  | Chris Claremont (roteiro) e Brent Anderson (desenhos)        | Marvel Graphic Novel #5 (1982)                                                                                      | janeiro de 1988    |
| 2  | Demolidor - Amor e Guerra                       | Frank Miller (roteiro) e Bill Sienkiewicz (desenhos)         | Marvel Graphic Novel #24 (1986)                                                                                     | 1988               |
| 3  | A Morte do Capitão Marvel                       | Jim Starlin (roteiro e desenhos)                             | Marvel Graphic Novel #1 (1982)                                                                                      | 1988               |
| 4  | O Homem-Aranha - Marandi                        | Susan K. Putney (roteiro) e Berni Wrightson (desenhos)       | Marvel Graphic Novel #22 (1986)                                                                                     | agosto de 1988     |
| 5  | Batman - A Piada Mortal                         | Alan Moore (roteiro) e Brian Bolland (desenhos)              | Batman: The Killing Joke (1988), DC Comics                                                                          | setembro de 1988   |
| 6  | Homem de Ferro - Crash                          | Mike Saenz (roteiro) e William Bates (desenhos)              | Iron Man: Crash (1988)                                                                                              | dezembro de 1988   |
| 7  | Batman - O Filho do Demônio                     | Mike W. Barr (roteiro) e Jerry Bingham (desenhos)            | Batman: Son of the Demon (1987)                                                                                     | janeiro de 1989    |
| 8  | O Edifício                                      | Will Eisner (roteiro e desenhos)                             | The Building (1987)                                                                                                 | fevereiro de 1989  |
| 9  | A Era Metalzóica                                | Pat Mills (roteiro) e Kevin O'Neill (desenhos)               | DC Graphic Novel #6 (1986)                                                                                          | março de 1989      |
| 10 | Void Indigo - Prelúdio de uma Vingança          | Steve Gerber (roteiro) e Val Mayerik (desenhos)              | Marvel Graphic Novel #11 (1984)                                                                                     | abril de 1989      |
| 11 | Surfista Prateado - Parábola                    | Stan Lee (roteiro) e Moebius (desenhos)                      | The Silver Surfer #1-2 (1988-1989)                                                                                  | maio de 1989       |
| 12 | Rocketeer                                       | Dave Stevens (roteiro e desenhos)                            | Starslayer #2-3 (1982), Pacific Presents #1-2 (1982-1983) e The Rocketeer Special Edition #1 (1984), Pacific Comics | junho de 1989      |
| 13 | Contos de Asgard - A bandeira do corvo          | Alan Zelenetz (roteiro) e Charles Vess(desenhos)             | Marvel Graphic Novel #15 (1985)                                                                                     | julho de 1989      |
| 14 | A Morte de Groo                                 | Mark Evanier (roteiro) e Sergio Aragonés (desenhos)          | Marvel Graphic Novel #32 (1987)                                                                                     | agosto de 1989     |
| 15 | Legião Alien em Um Dia Para Morrer              | lan Zelenetz (roteiro) e Frank Cirocco (desenhos)            | Marvel Graphic Novel #25 (1986)                                                                                     | setembro de 1989   |
| 16 | O Sombra 1941 - O Horóscopo de Hitler           | Denny O'Neil (roteiro) e Michael Kaluta (roteiro e desenhos) | Marvel Graphic Novel #35 (1988)                                                                                     | outubro de 1989    |
| 17 | Dr. Estranho em Shamballa                       | J. M. DeMatteis (roteiro) e Dan Green (desenhos)             | Marvel Graphic Novel #23 (1986)                                                                                     | novembro de 1989   |
| 18 | Arena                                           | Bruce Jones (roteiro e desenhos)                             | Arena (1989) | dezembro de 21989  |
| 19 | Blanche Epifan                                  | Jacques Lob (roteiro) e Georges Pichard (desenhos)           | | maio de 1990       |
| 20 | Wolverine & Nick Fury - Conexão Scorpio         | Archie Goodwin (roteiro) e Howard Chaykin (desenhos)         | Wolverine/Nick Fury: The Scorpio Connection (1989)                                                                  | agosto de 1990     |
| 21 | Blueberry em Forte Navajo                       | Jean-Michel Charlier (roteiro) e Moebius (desenhos)          | Blueberry - Fort Navajo (1965), Dargaud                                                                             | setembro de 1990   |
| 22 | Frank Cappa em Viet-Song                        | Manfred Sommer (roteiro e desenhos)                          | Viet-song (1989), Dargaud                                                                                           | outubro de 1990    |
| 23 | As Aventuras de Dieter Lumpen - Inimigos Comuns | Jorge Zentner (roteiro) e Rubén Pellejero (desenhos)         | Cimoc #72-75 (1987), Norma Editorial                                                                                | novembro de 1990   |
| 24 | Dead-End - Na Velocidade dos Anos Solitários    | Bernard Seyer (roteiro e desenhos)                           | Edhral Dead-End A la vitesse des Années Solitudes (1988), Les Humanoïdes Associés                                   | dezembro de 1990   |
| 25 | Crepúsculo                                      | Pasqual Ferry (roteiro e desenhos)                           | Crepúsculo (1989), Toutain Editor                                                                                   | janeiro de 1991    |
| 26 | Mundo Cão                                       | Miguelanxo Prado                                             | Chienne de vie (1988), Les Humanoïdes associés                                                                      | março de 1991      |
| 27 | Wallaye! - Keubla e Kebra na África             | Jano (roteiro e desenhos)                                    | Wallaye (1987), Les Humanoïdes associés                                                                             | setembro de 1991   |
| 28 | Pixotes                                         | José Louis Bocquet (roteiro) e Arno (roteiro e desenhos)     | Kids (1985), Les Humanoïdes associés                                                                                | abril de 1992      |
| 29 | Lulu Smack!                                     | Frank Margerin (roteiro e desenhos)                          | Lucien - Lulu s'maque (1987), Les Humanoïdes associés                                                               | junho de 1992      |